# Şirnak
Şırnak (en kurd Şirnex) és una ciutat del districte de Şırnak i la capital de la província de Şırnak a Turquia. El pas fronterer d'Ibrahim Khalil amb l'Iraq és un dels principals enllaços de Turquia amb la regió del Kurdistan a l'Iraq.
La ciutat està poblada principalment per kurds de la tribu Şirnexî i tenia una població de 75.932 l'any 2023.

## Barris
Şırnak es divideix en els dotze barris d'Aşağıhan, Atatürk, Aydınlar, Bahçelievler, Boğaz, Cadırlı, Çavuşhan, Hatipler, Nasırhan, Şafak, Yayla i Yeni.

## Història moderna
El 18 d'agost de 1992 van esclatar els enfrontaments entre les forces turques i els kurds del PKK. 20.000 dels 25.000 habitants van fugir de la ciutat durant els tres dies de lluita.
Mentre la ciutat estava sota bombardeig, no hi havia manera d'informar-se del que estava passant a la regió, ja que es va impedir que els periodistes entressin al centre de la ciutat, que va ser completament incendiat per l’exèrcit turc. Şırnak va estar sota foc durant tres dies i es van utilitzar tancs i canons per disparar contra edificis ocupats per civils.
El 13 de març de 2016 van començar les operacions militars de les forces turques contra el PKK. El toc de queda militar imposat a la ciutat kurda es va aixecar després de 246 dies. Barris com Gazipaşa, Yeşilyurt, İsmetpaşa, Dicle, Cumhuriyet i Bahçelievler van ser completament destruïts durant la guerra.

## Política
A les eleccions locals del 2019, el candidat Mehmet Yarka del partit AKP va guanyar amb el 61,72% dels vots.

## Població
Història de la població des del 1965 fins al 2023
| 2017   | 2018   | 2019   | 2020   | 2021   |
| 54.955 | 93.431 | 61.738 | 64.185 | 67.662 |

## Clima
Temperatura més alta registrada:  40.4°C  el 28 de juliol de 2011 i el 10 d'agost de 2023
 Temperatura més baixa registrada:  -14.5°C  el 2 de gener de 2009